# Hortus regius monspeliensis
Hortus regius monspeliensis, (abreviado Hortus Monsp.) es un libro con ilustraciones y descripciones botánicas que fue escrito por el botánico e ictiólogo francés Antoine Gouan y publicado en el año 1762.
Publica, en 1762, el catálogo de plantas del jardín botánico de Montpellier, Hortus regius monspeliensis. Por primera vez en Francia, una obra taxonómica sigue la nomenclatura binomial puesta en acción por Linneo.